# Coslada
Coslada er en by og kommune i det centrale Spanien i Madrid-regionen. Den har et indbyggertal på 80.760 (2024) indbyggere.